# Opius raoi
Opius raoi är en stekelart som beskrevs av Fischer 1966. Opius raoi ingår i släktet Opius och familjen bracksteklar. Inga underarter finns listade i Catalogue of Life.